# Glacier Ellen
Le glacier Ellen est un glacier des monts Ellsworth en Antarctique. Il s'écoule sur l'Est du mont Anderson.
Cartographié par l'United States Geological Survey en 1957-1959, il a été baptisé par l'Advisory Committee on Antarctic Names pour le militaire américain Cicero J. Ellen qui fut impliqué dans les débuts de la base Amundsen-Scott.